# Sinogastromyzon wui
Sinogastromyzon wui is een straalvinnige vissensoort uit de familie van steenkruipers (Balitoridae). De wetenschappelijke naam van de soort is voor het eerst geldig gepubliceerd in 1930 door Fang.